# La fabbrica del Mondo
La fabbrica del Mondo è un programma televisivo italiano andato in onda su Rai 3 dall'8 al 22 gennaio 2022 per tre puntate.
Ideato e condotto da Marco Paolini e Telmo Pievani, il programma, attraverso uno stile narrativo teatrale, tratta come tematica principale l'ambientalismo e l'ecologia, spaziando dalla scienza all'economia e alla letteratura.
Tra gli ospiti presenti si annoverano gli scrittori Noam Chomsky, Andri Snaer Magnason e Daniele Zovi, i saggisti David Quammen e Loretta Napoleoni, gli scienziati Naomi Oreskes, Barbara Mazzolai, Laura Airoldi e Mariella Rasotto, l'economista Mariana Mazzucato, il giornalista Paolo Capelli, l'esploratore Alex Bellini.

## Ascolti
| Puntata | Messa in onda   | Tema                | Telespettatori | Share |
| ------- | --------------- | ------------------- | -------------- | ----- |
| 1       | 8 gennaio 2022  | Pipistrelli e virus | 1 219 000      | 5,50% |
| 2       | 15 gennaio 2022 | Il peso delle cose  | 889 000        | 3,90% |
| 3       | 22 gennaio 2022 | Antenati & figli    | 849 000        | 3,90% |
| Media   | Media           | Media               | 986 000        | 4,43% |